# 久尔陶·盖尔盖伊
久尔陶·盖尔盖伊（匈牙利語：Gyurta Gergely，1991年9月21日—）生于布达佩斯，是一名匈牙利男子游泳运动员，主攻自由泳和混合泳，曾就读于布达佩斯城市大学（Budapesti Metropolitan Egyetem）。盖尔盖伊的哥哥达尼埃尔曾在2012年伦敦奥运获得金牌，他也正是跟随哥哥的脚步在七岁时开始练习游泳。